# Дезіре Генрі
Дезіре Генрі (англ. Desirèe Henry; нар. 26 серпня 1995) — британська легкоатлетка, спринтерка, олімпійська медалістка, призерка чемпіонату світу, чемпіонка Європи.
Генрі народилася в Лондоні в родині вихідців із Антигуа та Гаяни. Крім стометрівки Генрі бігає також 200 та 400 метрів.
Усі свої нагороди вона виборола в складі естафетної команди Великої Британії на стометрівці. У 2014 році вона стала чемпіонкою Європи, у 2016 виборола бронзу на Олімпійських іграх у Ріо-де-Жанейро, в 2017-му — срібло Лондонського чемпіонату світу.